# A1(M)高速公路

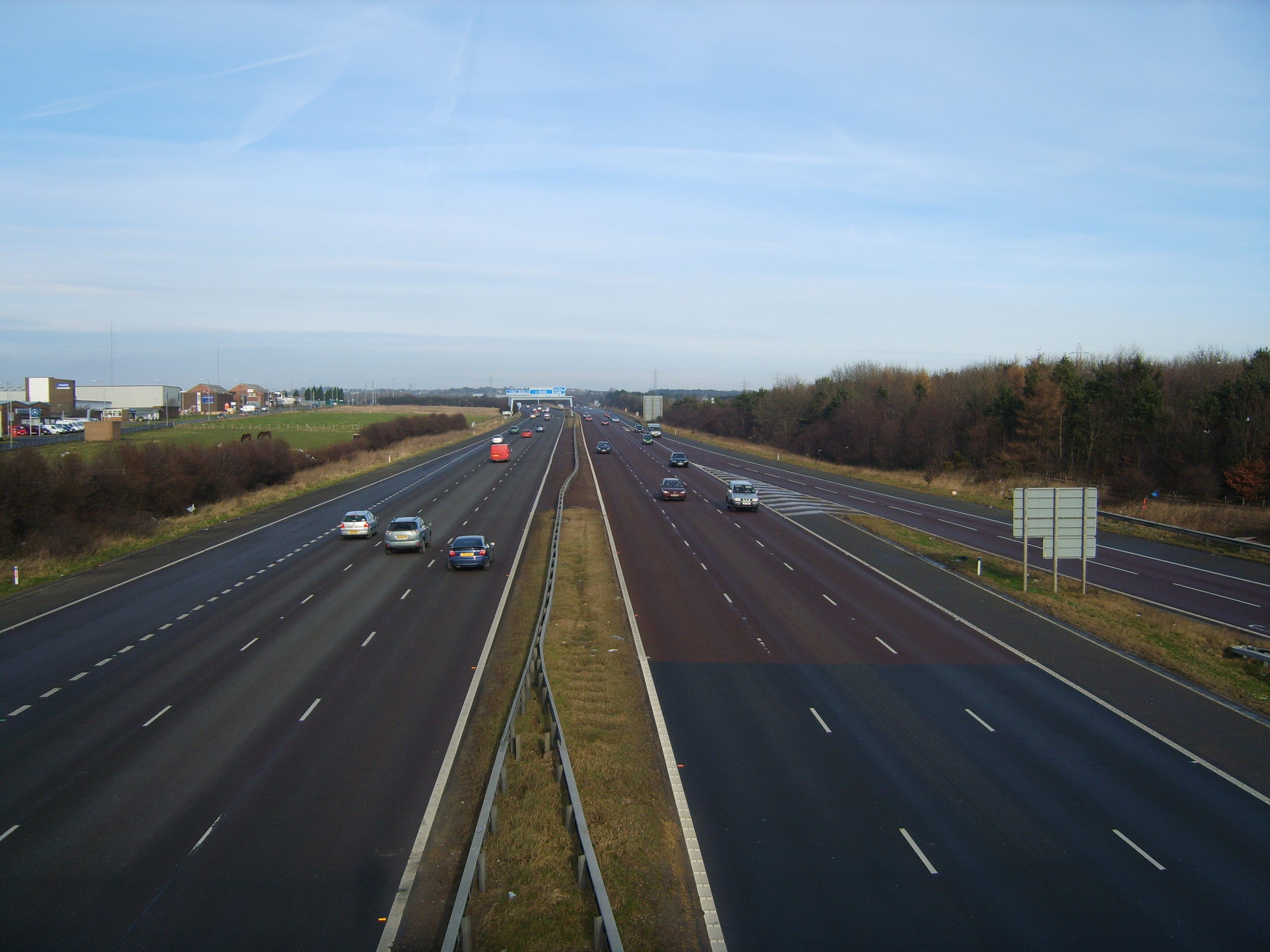
由華盛頓服務區向北望向A1(M)公路，近65號交匯處

A1(M)是4條位於英國英格蘭的高速公路的共同編號，均由連接英國首都暨英格蘭首府倫敦與蘇格蘭首府愛丁堡的A1公路升級改造而成。
最早啟用的路段是1961年通車、位於唐卡斯特附近的繞道；至於最近通車的一段則是在2018年3月落成、連接北約克郡利明至巴頓的一段。由於建設過程中受到考古挖掘工作影響，而比原定通車時間延遲1年。這段新路段連接了舊有的A1(M)華盛頓-巴頓段與達靈頓-利明段，形成了整個A1(M)系統中最長的路段，並使英格蘭東北部納入連貫的英國高速公路網絡範圍之內。同時，A1(M)的分段數目也因此由5段合併為4段。
2015年，A1公路沿線的3個地方政府曾計劃將西約克郡的米克爾菲爾德與泰恩-威爾郡的華盛頓間的A1(M)併入為M1高速公路，使其成為M1公路的北延段。惟該計劃最終未有執行。